# Loïc Nottet
Loïc Nottet, né le 10 avril 1996 à Charleroi, est un chanteur et compositeur belge.
Découvert lors de la troisième saison de l'émission The Voice Belgique en 2014, il est sélectionné six mois plus tard par la RTBF pour représenter la Belgique au Concours Eurovision de la chanson 2015, où il termine à la quatrième place avec Rhythm Inside, premier single qu'il a composé.
En décembre 2015, il participe et remporte la sixième saison de l'émission télévisée française Danse avec les stars sur TF1.
Il a depuis sorti les albums Selfocracy, Sillygomania (en) et Addictocrate, ainsi que plusieurs singles, dont Million Eyes, Mr/Mme (son premier single en français) ou encore Mélodrame.
En 2022, il se lance dans la littérature jeunesse en publiant Les Aveuglés, premier tome d'une série de romans pour adolescents.

## Biographie

### Enfance et début
Loïc Nottet est né le 10 avril 1996 à l'hôpital civil de Charleroi en Belgique. Fils unique de Pascal Nottet, magasinier, et d'Isabelle, qui travaille dans une imprimerie, il grandit à Souvret, dans la commune de Courcelles.
Encouragé par son père, le jeune garçon est inscrit dans le club de football de Courcelles. La tentative est infructueuse et assez vite il délaisse les crampons. À l'âge de 8 ans, il convainc ses parents de le faire entrer dans le centre de danse Artemis, une école de danse de Trazegnies. Plus tard, il joindra la compagnie du même nom.

### The Voice Belgique
C'est par le chant que Loïc Nottet se révèle au public belge qui le découvre le 28 janvier 2014 lors de la troisième saison de The Voice Belgique sur la RTBF, ce qui le rend populaire dans son pays. Surnommé dans les médias « le Billy Elliot de Charleroi », il atteint la finale dans l'équipe de Beverly Jo Scott et se classe deuxième de la compétition, derrière Laurent Pagna,,.
Il enchaîne ensuite avec divers concerts et participe également à la tournée The Voice Belgique, dont la dernière représentation se tient au Cirque Royal de Bruxelles le 6 juin 2014.
Le 30 juin de la même année, l’interprète termine sa rhéto en section artistique à l'Institut de la Providence à Gosselies (GPH),.
En octobre 2014, il dévoile son premier clip, une reprise de Chandelier de Sia, clip qui est d'ailleurs repéré par cette dernière le 3 janvier 2015 : Sia le partage alors sur son compte Twitter avec ses milliers de followers avec pour commentaire : « Ceci est une magnifique cover, vidéo et chorégraphie de Chandelier ».
Il interprète ensuite le titre Strong, de London Grammar, lors de la soirée télévisée CAP48 diffusée sur la RTBF, et signe un contrat avec le label discographique Sony Music Entertainment. Son manager, Dimitri Borrey, s'occupe également de la carrière de Stromae.

### Eurovision 2015

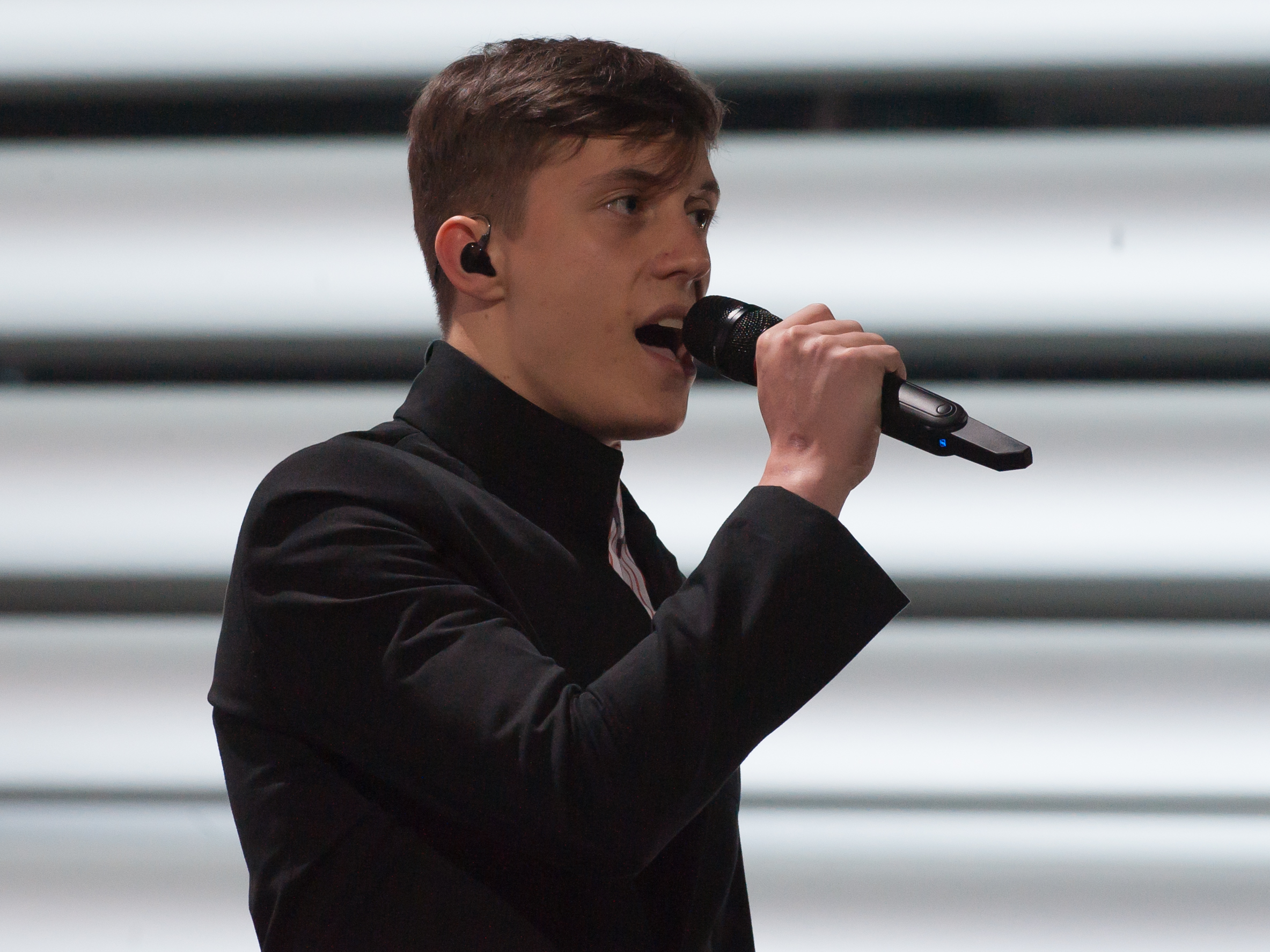
Loïc Nottet à Vienne lors du Concours Eurovision de la chanson 2015.

Quelques mois plus tard, Loïc Nottet est retenu pour défendre les couleurs de la Belgique au Concours Eurovision de la chanson 2015 qui se déroule en Autriche,.
Loïc Nottet représente donc la Belgique lors de l'Eurovision 2015 qui se tient à Vienne les 19, 21 et 23 mai 2015. Présenté le 10 mars 2015, le titre qu'il interprète s'intitule Rhythm Inside ; celui-ci est également son premier single. Il est le compositeur de cette chanson et Beverly Jo Scott, son ancienne coach de The Voice Belgique, en est  l'autrice . Il signe la mélodie avec l'aide de Luuk Cox et le groupe Shameboy ; il assure la chorégraphie et dessine les costumes.
Lors de ses prestations, il partage la scène de l'Eurovision avec cinq danseurs et choristes,. Vêtu de noir, Loïc Nottet symbolise l'humanité affrontant cinq robots blancs aux mouvements contrôlés et insensibles au rythme du cœur, du corps et de l'âme.
Il participe à la première demi-finale le 19 mai 2015, se classe à la deuxième place avec 149 points et se qualifie pour la finale du 23 mai 2015. Il termine le concours à la quatrième place à l'issue des votes avec 217 points, entre l'Italie et l'Australie. La France, la Hongrie et les Pays-Bas lui attribuent le maximum des points. Le Suédois Måns Zelmerlöw est déclaré vainqueur.
Avec ce résultat, Loïc Nottet se fait connaître au-delà de ses frontières, puisque cette 60e édition de l'Eurovision réunit 197 millions de téléspectateurs à travers le monde,.
Le titre Rhythm Inside récolte en quelques semaines un disque d'or en Belgique et un autre en Suède. Il entre également dans une quinzaine de classements nationaux,,,.

### Danse avec les stars
La danseuse, chorégraphe et étoile du ballet de l'Opéra de Paris Marie-Claude Pietragalla remarque et félicite Loïc Nottet en tweetant un commentaire positif remarqué directement par Bruno Bazz, lors du concours Eurovision. À la suite de ce commentaire, la chaîne française TF1 entre en contact le mois suivant avec Bruno Bazz, dans le but de faire passer une audition au jeune chanteur pour l'émission Danse avec les stars,,. Alors qu'il s'apprête à sortir son premier album, Loïc Nottet est alors sélectionné pour la sixième saison de Danse avec les stars, qui débute le 24 octobre 2015. À 19 ans, il est alors le plus jeune candidat de l'émission.
Il est à l'affiche du NRJ in the park de Charleroi le 12 septembre 2015 ; après sa prestation en live devant 50 000 personnes, il rencontre pour la première fois la danseuse Denitsa Ikonomova, sa future partenaire pour l'émission : les équipes de TF1 sont au rendez-vous pour filmer leur rencontre et la diffuser lors du premier épisode. L'émission débute le 24 octobre 2015 et Loïc Nottet se fait remarquer par ses talents de danseur,. Durant la saison, il bat plusieurs records et se distingue devant le jury qui exprime son admiration, des années durant,,,.
Le 23 décembre 2015, il remporte la finale de l'émission avec un score record de 68 % des votes des téléspectateurs, après avoir dansé avec Denitsa Ikonomova et Marie-Claude Pietragalla sur Le Lac des cygnes de Tchaïkovski en version danse contemporaine.
Peu connu en France avant sa participation à l'émission, il acquiert alors une visibilité qui le mène dans plusieurs médias français,. L'édition 2016 de la tournée Danse avec les stars a lieu du 9 janvier 2016 au 5 mars 2016 et Loïc Nottet y prend part lors de quelques représentations tout en continuant à travailler sur son album.
Six ans après la finale, en octobre 2021, plusieurs articles de presse, signalent que la vidéo sur YouTube de sa danse sur Chandelier de Sia Furler, a dépassé les 96 millions de vues, devenant la vidéo la plus vue de l'histoire de l'émission, toutes éditions internationales confondues.

### Million Eyeset l'albumSelfocracy
Loïc Nottet sort le single Million Eyes le 27 octobre 2016. Ce single — classé 2e en Belgique francophone et 5e en France — est ensuite inclus sur son premier album. Le clip du single est tourné le 5 octobre 2016, chanson pour dénoncer le jugement. Un deuxième single, Mud Blood (en), sort le 24 février 2017.
Son premier album, Selfocracy, sort le 31 mars 2017. Le chanteur annonce un concept-album avec un fil conducteur et des personnages que le public retrouve d'un clip à l'autre. Cet album atteint la première place des charts belges et la sixième des charts français. L'album est sacré en Belgique disque de platine le 22 avril 2017. En France, il est certifié disque d'or le 28 décembre 2018. Il obtiendra d'ailleurs l'octave « album de l'année » décernée par les Octaves de la musique 2018.

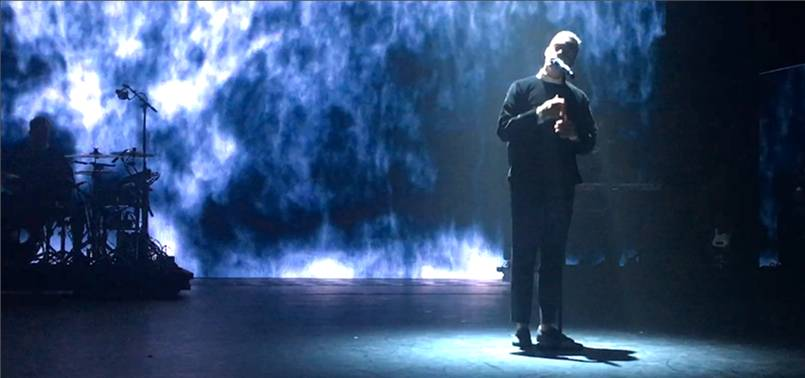
Loïc Nottet sur scène le 23 avril 2017.

Loïc Nottet entame le 22 avril 2017 sa première tournée, intitulée Selfocracy Tour, pour promouvoir l'album Selfocracy. La tournée débute à Bruxelles et se termine le 14 décembre 2017 à Brest. Il passe notamment par l'Olympia le 12 décembre 2017.

### Autres contributions
En novembre 2017, sort Louane, le deuxième album de la chanteuse française Louane. Sur cet album certifié triple disque de platine en France et disque d'or en Belgique, Loïc Nottet compose le titre No, et Patxi Garat en signe les paroles,. Ce titre sort en single et se classe no 88 en France et en 26e position en Belgique.
Dans le cadre de la sortie du film Le Retour de Mary Poppins, The Walt Disney Company lui propose d'interpréter la chanson Supercalifragilisticexpialidocious. Un clip est réalisé, dans lequel le chanteur est interprète et également créateur des costumes,.

### Nouveaux singles et l'albumSillygomania
Le 30 octobre 2017, Loïc Nottet sort le single Doctor (en). Le 22 décembre 2017, il sort le single Go to Sleep (en). Le 30 novembre 2018, il sort le single On Fire (en) qui se classe no 10 dans l'ultratop en Wallonie.
Grâce à Million Eyes, il est l'artiste belge qui a gagné le plus de droits d’auteur en 2018 selon la déclaration de la Sabam en janvier 2019. Il se classe en cinquième position concernant les droits d'auteur répartis en Belgique en 2018 quel que soit leur nationalité, sur base de l'utilisation constatée en 2017.
Il se produit pour la première fois sur scène au Canada en mai 2019. Le 5 juin 2019, il sort le single 29 (en) (prononcé en anglais : Twenty-Nine). La chanson atteint en deux semaines les deux millions de vue et est diffusée sur les radios de plusieurs pays. Pour ce titre, Loïc Nottet est amené à travailler avec le Britannique Sacha Skarbek, un auteur ayant précédemment écrit pour Adele, Jason Mraz, James Blunt et Miley Cyrus. Lors d'une interview sur RTL TVI, il annonce qu'ils ont l'intention de travailler ensemble pour son deuxième album, prévu alors pour octobre 2019. La chanson est la première qui traite directement de la vie privée du chanteur : elle évoque une rupture amoureuse difficile ayant eu lieu dans la nuit du 29 octobre.
Il sort le single Candy le 31 octobre 2019. Le même jour est diffusé à 22 h sur Plug RTL le court métrage musical de 21 minutes Candy sur le thème de Halloween. Loïc Nottet en est le chorégraphe, le décorateur, le coauteur, l'acteur principal et le styliste.
Heartbreaker — dont la sortie a lieu le 7 mars 2020 — se classe no 5 dans l'ultratop en Wallonie et no 14 dans l'ultratop en Flandre. Prévu pour une sortie le 20 mars, son second album Sillygomania (en) se voit reporté à la suite de la pandémie de Covid-19,. Il sort le 29 mai 2020.
Le 6 novembre 2020, Loïc Nottet et la chanteuse flamande Laura Tesoro sortent leur single Strangers, en collaboration avec Alex Germys et coécrit par une amie du chanteur. Il se classe no 4 en Wallonie et no 13 en Flandre.
En 2021, Loïc Nottet revient dans la saison 9 de The Voice Belgique, cette fois en tant que coach, aux côtés de Beverly Jo Scott, Typh Barrow et Henri PFR.

### AlbumAddictocrate
Le 8 novembre 2022, Loïc Nottet annonce son grand retour avec le single Mélodrame, avec un live, et la musique le lendemain. Ensuite, le single Danser sort le 2 février 2023, et Je t'haine le 30 mars de la même année.
Avant même d'avoir annoncé la sortie de l'album, il annonce deux concerts, un au Cirque Royal en Belgique le 27 avril, et l'autre au Trianon de Paris en France, le 30 mai. Les places de concert au Cirque Royal sont vendues en seulement quatre minutes, alors, dans la foulée, il annonce un troisième concert pour le 28 avril.
Pour fêter la sortie de l'album Addictocrate le 26 mai 2023, il sort le single Révérence la veille. L'album a une durée d'environ 38 minutes.

### TrilogieLes Aveuglés
il s'est également lancé dans la littérature jeunesse, dans le genre fantasy. Avec un premier tome Le Palais des murmures, publié en 2023 et un deuxième La terre des reflets, publié en 2024. Un dernier tome est attendu.

## Distinctions
Le 30 juin 2015, Loïc Nottet reçoit son premier disque d'or pour son single Rhythm Inside, à la radio NRJ Belgique.
Le 22 janvier 2016, Loïc Nottet participe à la première édition des D6bels Music Awards : il y est nommé dans quatre catégories. Créée par la RTBF, cette cérémonie récompense des artistes de la Fédération Wallonie-Bruxelles pour l'année écoulée. Il remporte le trophée « Artiste de l'année » décerné par la radio VivaCité. Sa chanson Rhythm Inside reçoit le titre de « Hit de l'année ».
Les téléspectateurs de la chaîne belge RTL TVI décernent, lors de la cérémonie des Octaves de la musique retransmise à la télévision 21 mars 2016, le Prix Plug pour le clip de l'année à Rhythm Inside.
Le 26 janvier 2017, lors de la deuxième édition des D6bels Music Awards, il remporte à nouveau le titre d'« Artiste masculin solo de l'année ». Il reçoit à cette occasion son premier disque d'or pour son single Million Eyes, no 2 en Belgique et en France — au classement téléchargements — entre autres. Le 15 décembre 2017, la chanson est certifiée disque de diamant en France. Le 22 avril 2017, lors de son premier concert sur Selfocracy tour, à l'Ancienne Belgique, il reçoit sur scène son disque de platine pour Selfocracy. Le 8 novembre 2017, à Anvers, il reçoit le prix « Best Belgian Act » (meilleur artiste belge) aux MTV Europe Music Awards.
Le 15 décembre 2017, la chanson Million Eyes est certifiée disque de diamant en France.
Le 19 février 2020, lors de la cinquième édition des D6bels Music Awards, il remporte le prix de la catégorie « Pop » décerné par le public ainsi que le prix du meilleur « auteur-compositeur », décerné par le secteur de la musique. Le 29 juin 2020, Sillygomania (en) est certifié disque d'or en Belgique.[réf. nécessaire] Le 22 septembre 2020, le single Heartbreaker est certifié disque d'or en Belgique. L'album Sillygomania est le 4e album belge le plus vendu en Belgique francophone en 2020.
Le 30 juin 2022, le single Mr/Mme est certifié disque d’or en France , disque de platine le 15 février 2024, puis disque de Diamant le 28 Avril 2025. Il s’agit de la première chanson de l’artiste en français.

## Discographie

### Albums
- Selfocracy (31 mars 2017).
- Sillygomania (en) (29 mai 2020)[h].
- Addictocrate (26 mai 2023).
- Addictocrate* (version acoustique) (26 mai 2024)

### Singles
- Rhythm Inside (10 mars 2015).
- Miror (28 juin 2017)
- Million Eyes (27 octobre 2016).
- Mud Blood (en) (24 février 2017).
- Hungry Heart (27 octobre 2017).
- Doctor (en) (30 octobre 2017). Sorti pour Halloween.
- Go to Sleep (en) (22 décembre 2017). Sorti pour Noël.
- On Fire (en) (30 novembre 2018).
- 29 (en) (5 juin 2019).
- Candy (31 octobre 2019). Sorti pour Halloween.
- Heartbreaker (19 février 2020).
- Mr/Mme (17 avril 2020).
- Twym (31 juillet 2020).
- Strangers En duo avec Laura Tesoro feat. Alex Germys (6 novembre 2020).
- Start It From The End avec Beverly Jo Scott et Woodie Smalls (13 avril 2021).
- Mélodrame (9 novembre 2022) .
- Danser (2 février 2023) .
- Je t'haine (30 mars 2023) .
- Addictocrate (21 avril 2023) .
- Révérence (25 mai 2023) .
- Beaux rêves (13 octobre 2023) .
- On s'écrira avec Nuit incolore (29 octobre 2024)